# Sjunkfjorden
Sjunkfjorden er en fjordarm af Sørfolda i Sørfold kommune i Nordland fylke i Norge. Den går 11 kilometer i sydvestlig retning fra indløbet mellem Geitneset i vest og Jovikneset i øst til Sjunkfjorddalen som fortsætter mod sydøst fra fjordbunden.
Med undtagelse af området ved indløbet på østsiden er fjorden omgiet af fjelde på omkring tusind meters højde med Sjunkhatten (1.185 moh.) på vestsiden og Vassviktindan (op mod 1.135 moh.) på østsiden som de højeste. 
Fjorden ligger i Sjunkhatten nationalpark, er uden vejforbindelser og har lidt  affolket gårdbebyggelse langs kystlinjen med Sjunkfjorden i bunden, hytte i Hella, gården Vassvik og gårdene ved Færøyvatnet på østsiden. På vestsiden ligger gården Sjunkan i bunden af den omtrent to kilometer dybe Sjunkvika.